# Rovienky (szczyt)
Rovienky (1602 m) – szczyt w Niżnych Tatrach na Słowacji. Wznosi się w ich zachodniej części (Ďumbierske Tatry) w grzbiecie oddzielającym dolinę Štiavnička od Starobocianskiej doliny. Południowo-wschodni, bezleśny grzbiet Rovienek zwany Lajštrochem opada na przełęcz Czertowica (słow. Čertovica,1238 m) oddzielającą je od części wschodniej (Kráľovohoľské Tatry). Północno-zachodnie, skaliste i porośnięte kosodrzewiną zbocza Rovienek opadają na przełęcz Kumštové sedlo (1533 m), zachodnie do Kumštovej doliny.
Grzbietem Rovienek biegnie główny graniowy szlak Niżnych Tatr – Cesta hrdinov SNP. Zbocza i szczyt są porośnięte lasem i kosodrzewiną, ale Lajštroch, a także grzbiet północno-zachodni są dobrymi punktami widokowymi. Szczyt i zbocza Rovienek (z wyjątkiem najniższych partii) znajdują się w obrębie Parku Narodowego Niżne Tatry.

## Szlak turystyczny
Čertovica –  Lajštroch – Rovienky – Kumštové sedlo – Králička – Schronisko Štefánika. Odległość 8,3 km, suma podejść 742 m, suma zejść 250 m, czas przejścia 3 h (z powrotem 2,30 h).